# Norma operatoriale
In matematica, la norma operatoriale di un operatore lineare è la norma definita sullo spazio degli operatori limitati lineari tra spazi vettoriali normati.

## Definizione
Considerando due spazi normati {\displaystyle V} e {\displaystyle W} sul medesimo campo {\displaystyle \mathbb {R} } o {\displaystyle \mathbb {C} }, una trasformazione lineare {\displaystyle A:V\to W} è continua se e solo se esiste un numero reale {\displaystyle c} tale per cui:
{\displaystyle \|Av\|_{W}\leq c\|v\|_{V}\quad \forall v\in V}
Intuitivamente, l'operatore {\displaystyle A} non "allunga" mai i vettori su cui agisce di un fattore maggiore di {\displaystyle c}. In questo modo, l'immagine di un insieme limitato è limitata. Da questo fatto segue che gli operatori lineari continui sono anche detti operatori limitati.
La norma operatoriale è definita considerando il più piccolo {\displaystyle c} tale per cui la precedente uguaglianza vale per ogni {\displaystyle v}:
{\displaystyle \|A\|_{op}=\min\{c\geq 0:\|Av\|\leq c\|v\|{\mbox{ per ogni }}v\in V\}}
dove il minimo esiste sempre grazie al fatto che tale insieme è chiuso, limitato e non vuoto.
Si può mostrare che le seguenti definizioni sono equivalenti a quella data: 
{\displaystyle {\begin{aligned}\|A\|_{op}&=\sup\{\|Av\|:v\in V{\mbox{ con }}\|v\|\leq 1\}\\&=\sup\{\|Av\|:v\in V{\mbox{ con }}\|v\|<1\}\\&=\sup\{\|Av\|:v\in V{\mbox{ con }}\|v\|=1\}\\&=\sup \left\{{\frac {\|Av\|}{\|v\|}}:v\in V{\mbox{ con }}v\neq 0\right\}\end{aligned}}}

## Proprietà
La norma operatoriale è una norma definita sullo spazio degli operatori limitati da {\displaystyle V} in {\displaystyle W}, che significa:
- {\displaystyle \|A\|_{op}\geq 0} e {\displaystyle \|A\|_{op}=0} se e solo se {\displaystyle A=0}.
- Si verifica:

{\displaystyle \|aA\|_{op}=|a|\|A\|_{op}\quad \forall a}
dove {\displaystyle a} è uno scalare.
- Valgono le disuguaglianze:

{\displaystyle \|A+B\|_{op}\leq \|A\|_{op}+\|B\|_{op}\qquad \|Av\|\leq \|A\|_{op}\|v\|\quad \forall v\in V}
Se {\displaystyle V}, {\displaystyle W} e {\displaystyle X} sono spazi normati sullo stesso campo e {\displaystyle A:V\to W}, {\displaystyle B:W\to X} sono operatori limitati, allora:
{\displaystyle \|BA\|_{op}\leq \|B\|_{op}\|A\|_{op}}
Per gli operatori limitati su {\displaystyle V} questo implica che la moltiplicazione tra operatori è continua.
Dalla definizione segue inoltre che se una successione di operatori converge nella norma operatoriale allora converge uniformemente su insiemi limitati.

## Operatori in spazi di Hilbert
Sia {\displaystyle H} uno spazio di Hilbert reale e {\displaystyle A:H\to H} un operatore lineare limitato. Allora si ha:
{\displaystyle \|A\|_{op}=\|A^{*}\|_{op}}
e inoltre:
{\displaystyle \|A^{*}A\|_{op}=\|A\|_{op}^{2}}
dove {\displaystyle A^{*}} è l'operatore aggiunto di {\displaystyle A} (che in uno spazio euclideo con il prodotto scalare standard è rappresentato dalla matrice trasposta coniugata di {\displaystyle A}).
In generale, il raggio spettrale {\displaystyle \rho (A)} di {\displaystyle A} è limitato dalla norma operatoriale di {\displaystyle A}:
{\displaystyle \rho (A)\leq \|A\|_{op}}
Quando una matrice {\displaystyle N} è normale la sua forma canonica di Jordan è diagonale, in accordo con il teorema spettrale. In tal caso è semplice vedere che:
{\displaystyle \rho (N)=\|N\|_{op}}
Il teorema spettrale può essere esteso a operatori normali in generale, e la precedente uguaglianza vale per ogni operatore normale limitato {\displaystyle N}.

Lo spazio degli operatori limitati su {\displaystyle H} con la topologia indotta dalla norma operatoriale non è separabile.

L'insieme degli operatori limitati su uno spazio di Hilbert, insieme con la norma operatoriale e l'operazione di aggiuntezza, produce una C*-algebra.